# Nachtjagdgeschwader 102
La Nachtjagdgeschwader 102 (NJG 102) (102e escadre de chasse nocturne) est une unité de chasseurs de nuit de la Luftwaffe pendant la Seconde Guerre mondiale.

## Opérations
Le NJG 102 est une escadre-école. Elle fut néanmoins sporadiquement déployée sur le front Est au cours de l'été 1944. Les pilotes furent formées sur des avions Messerschmitt Bf 110 et Junkers Ju 88.

## Organisation

### Stab
Formé le 15 décembre 1943 à Kitzingen.
Le Stab./NJG 102 est dissous en mars 1945.
Geschwaderkommodore (Commandant d'escadre) :
| Début            | Fin           | Grade          | Nom                   |
| ---------------- | ------------- | -------------- | --------------------- |
| 15 décembre 1943 | Février 1944  | Major          | Albert Blumensaat     |
| Février 1944     | 1er juin 1944 | Hauptmann      | Franz Evers           |
| 1er juin 1944    | 25 mars 1945  | Oberstleutnant | Karl Theodor Hülshoff |

### I. Gruppe
Formé le 15 décembre 1943 à Kitzingen à partir du IV./NJG 101 avec :
- Stab I./NJG 102 à partir du Stab IV./NJG 101
- 1./NJG 102 à partir de la 10./NJG 101
- 2./NJG 102 à partir de la 11./NJG 101
- 3./NJG 102 à partir de la 12./NJG 101

Le I./NJG 102 est dissous le 28 mars 1945.
Gruppenkommandeur (Commandant de groupe) :
| Début            | Fin             | Grade     | Nom                           |
| ---------------- | --------------- | --------- | ----------------------------- |
| 15 décembre 1943 | 30 juin 1944    | Major     | Ludwig Fehling                |
| 1er juillet 1944 | 25 octobre 1944 | Hauptmann | Wilhelm Dormann               |
| 26 octobre 1944  | 28 mars 1945    | Major     | Eckart-Wilhelm von Bonin (en) |

### II. Gruppe
Formé le 24 décembre 1943 à Stuttgart-Echterdingen à partir du III./NJG 101 avec : 
- Stab II./NJG 102 à partir du Stab III./NJG 101
- 4./NJG 102 à partir de la 7./NJG 101
- 5./NJG 102 à partir de la 8./NJG 101
- 6./NJG 102 à partir de la 9./NJG 101

Le II./NJG 102 est dissous le 15 mars 1945.
Gruppenkommandeur :
| Début            | Fin              | Grade     | Nom            |
| ---------------- | ---------------- | --------- | -------------- |
| 24 décembre 1943 | 20 juillet 1944  | Hauptmann | Karl Floitgraf |
| 21 juillet 1944  | 22 novembre 1944 | Major     | Gerhard Wojahn |
| Novembre 1944    | 15 mars 1945     | Hauptmann | Wilhelm Dorman |

### III. Gruppe
Formé le 26 juin 1944 à Kitzingen principalement à partir du Flugzeugführerschule B 19 avec : 
- Stab III./NJG 102 nouvellement créé
- 7./NJG 102 nouvellement créée
- 8./NJG 102 nouvellement créée
- 9./NJG 102 nouvellement créée

Le III./NJG 102 est dissous en décembre 1944.
Gruppenkommandeur :
| Début | Fin | Grade | Nom |
| ----- | --- | ----- | --- |
| ?     | ?   | ?     | ?   |

### Divers
Un Einsatzkommando/NJG 102 a existé d'août à novembre 1944, basé à Powunden d'août à septembre 1944 et à Jesau du 20 septembre à novembre 1944.